# Sally (TV-serie)
Sally är en svensk komediserie som sändes på SVT 1999 och producerades av MTV Produktion. Serien består av 16 avsnitt i två säsonger. Maria Lundqvist spelade huvudrollen som bibliotekarien Sally Santesson. Serien är skriven av Vasa och Ulf Malmros, som även stod för regin.. Mer än 1,5 miljoner tittare följde serien på TV.

## Handling
Sally är en 34-årig oskuld och hypokondriker som fortfarande bor hemma hos sin far Roffe (Sven Wollter) som är skotekniker. Sally är mycket fantasifull, hon tror till exempel att kungen är hennes riktiga far. Sally hjälper sin pappa med att gå in skor och kommer därför ofta försent till biblioteket.
Sally är singel, men intresserar sig mycket för det motsatta könet och frågor om livet. Trots sin ålder beter hon sig ofta som ett barn. Hon arbetar på ett bibliotek där hon mest driver omkring eller kletar in tuggummi i kartoteket. Hennes kollega Eva Kulle slår ständigt vad om olika saker. Sally påstår sig alltid ha rätt, vilket inte alltid är fallet.

## Rollista
| Maria Lundqvist      | – Sally Santesson |
| Sven Wollter         | – Rolf "Roffe" Santesson |
| Anneli Martini       | – Eva Kulle |
| Anders Lönnbro       | – Gert Kulle |
| Margareta Pettersson | – biblioteksbesökare, Britta, Ester Olin, Grevinnan Noffan af Skeppshult, läkare Agnes Krusenhjelm, Sylvia Roos med rykande bil                                              |
| Lakke Magnusson      | – Benny Ahlstedt från kulturnämnden, diktare Bruno Vangelis, hantverkare Hasse Karlsson, kommunalpolitiker Gösta Olofsson, präst Pelle Magnusson, Åke Svedberg från kommunen |
| Carl Harlén          | – Jonny Kitch från reklambyrån, konstnär Gerald Blumenkirch, Mannen från Centerpartiets rikskansli, Ove Damberg från Viktväktarnas hemservice, psykolog Gunnar Carlsson      |
| Sven-Åke Gustavsson  | – bibliotekschef Sverker Fahlén, polisman Conny, Ravi Johansson, Ruben från Expressen,Sirén från kommunens PR-avdelning                                                      |
| Thomas Hedengran     | – biblioteksbesökare, maratonsprinter Jörgen |
| Kjell Bergqvist      | – skivbolagsdirektör Anders Hedqvist |
| Niclas Fransson      | – Janne Lucas |
| Christer Glenning    | – ny bibliotekschef |
| Micke Dubois         | – Tofsan |
| Göran Parkrud        | – läkare Niklas Wollheim |
| Christina Stenius    | – kvinnan med paraplyet |
| Magnus Renfors       | – kurir |
| Robert Cronholt      | – poesitävlingsledare |
| Peter Birro          | – som sig själv |
| Bengt Grive          | – som sig själv |
| Lasse Anrell         | – som sig själv |
| Jean-Pierre Barda    | – som sig själv |
| Ma Oftedal           | – som sig själv |